# پروهورمون
پروهورمون یا پیش‌هورمون (به انگلیسی: pro-hormone) ماده‌ای است که در بدن تبدیل به هورمون می‌شود. عملکرد پروهورمون را می‌توان مشابه پیش‌دارو دانست، پروهورمون‌ها انواع مختلف و بسیار متنوعی دارند که روی ترشح هورمون‌های بدن نظیر هورمون رشد، انسولین یا تیروکسین و … اثر می‌گذارند.

## انواع و کارکرد
پروهورمون‌ها انواع مختلفی دارند. بیشترین گروه آنها روی افزایش سطح هورمون تستوسترون بدن مؤثر می‌باشند و به پروآندروژن مشهورند. مصرف پروآندروژن‌ها دارای عوارضی جانبی مشابه با استروئیدهای آنابولیک و حتی شدیدتر از آنهاست. سوءمصرف ترکیبات پروهورمون از سوی سازمان جهانی مبارزه با دوپینگ ممنوع اعلام شده‌است.